# Clarkston (East Renfrewshire)
Clarkston, schottisch-gälisch:  Baile Chlarc, ist eine Ortschaft in der schottischen Council Area East Renfrewshire. Sie liegt im Dreieck zwischen den südlichen Stadtteilen Glasgows und den Städten East Kilbride und Newton Mearns etwa acht Kilometer südlich des Glasgower Stadtzentrums.
1881 wurden in Clarkston 763 Einwohner gezählt. Bis 1971 hatte sich die Zahl auf 8404 erhöht. Während des Zensus 2011 lebten dort 9371 Personen. Mit der Villa Greenbank House befindet sich ein Bauwerk der höchsten schottischen Denkmalkategorie A in Clarkston.

## Verkehr
Die Ortschaft ist über die A726, die Strathaven über East Kilbride mit der M8 bei Paisley verbindet, an das Straßennetz angeschlossen. Mit der M77 passiert eine Autobahn Clarkston wenige Kilometer westlich. Bereits im 19. Jahrhundert war Clarkston über einen eigenen Bahnhof an das Eisenbahnnetz angeschlossen. Die Strecke führte von Glasgow über das benachbarte Busby bis East Kilbride. Heute wird der Bahnhof auf der Glasgow South Western Line bedient. Im Jahre 2011 nutzten rund 516.000 Passagiere den Bahnhof.